# Paramisophria reducta
Paramisophria reducta is een eenoogkreeftjessoort uit de familie van de Arietellidae. De wetenschappelijke naam van de soort is voor het eerst geldig gepubliceerd in 1993 door Ohtsuka, Fosshagen & Iliffe.